# A magyar gyógypedagógus-képzés története

## Kezdetek
Az 1800-as években jöttek létre Magyarországon az első gyógypedagógiai intézetek, ezzel egyre sürgetőbbé vált a speciális tanerőképzés is. Így jöttek létre az alábbi speciális képzőtanfolyamok az 1890-es években:
- Siketnémák oktatására képesítő tanfolyam
- Siketnémák tanítóit képző tanfolyam
- Dadogók és hebegők oktatására képesítő tanfolyam
- Vakok tanítóit képző tanfolyam
- Gyengeelméjűek tanítóit képző tanfolyam

## Egyesített gyógypedagógus-képzés
Dr. Náray Szabó Sándor a Gyógypedagógiai Ügyosztály élén 1899-ben elindítja a speciális tanárképző tanfolyamok egyesítését, melyet 1900-ban rendeletbe is foglaltak. Így kezdte meg működését még ebben az évben Vácott (1904-től Budapesten) a kétéves Gyógypedagógiai Tanítóképző-tanfolyam, mely a mai ELTE Bárczi Gusztáv Gyógypedagógiai Kar jogelődje. 
A képzés neve folyamatosan változott:
- 1900-1906: Gyógypedagógiai Tanítóképző-tanfolyam
- 1906-1922.: Gyógypedagógiai Tanítóképző
- 1922-1928.: Gyógypedagógiai Tanárképző
- 1928-1975.: Gyógypedagógiai Tanárképző Főiskola
- 1975-2000.: Bárczi Gusztáv Gyógypedagógiai Tanárképző Főiskola
- 2000-2009.:  ELTE Bárczi Gusztáv Gyógypedagógiai Főiskolai Kar
- 2009-től ELTE Bárczi Gusztáv Gyógypedagógiai Kar

Egészen 1963-ig egységes gyógypedagógus-képzés folyt, az itt végzett szakemberek képesítést szereztek bármilyen gyógypedagógiai intézményben végzendő gyógypedagógiai feladat ellátására. Azonban a beszédhibások és gyengetehetségűek oktatásához és neveléséhez az egyesítés után is létesülnek külön tanfolyamok. A képzési idő folyamatosan nőtt, 1922-ig kétéves, 1922-1928-ig három, majd négyéves lett. 1928-ban a gyógypedagógus kompetenciaköre jelentősen bővült, a nagyothallókat, gyengénlátókat, gyengetehetségűeket és erkölcsi fogyatékosokat is ellátja, ezzel megszűnik a gyengetehetségűek oktatására képző tanfolyam, a gyógypedagógus már kisegítő iskolában is oktathat.

## Szakosodás

### Háromszakos képzés
A szakosítás folyamatosan ment végbe. Először a háromszakos képzési rendszer volt életben, 1963-tól 1971-ig.
- Kötelező szakok: értelmi fogyatékosok gyógyító-nevelésére felkészítő szak, hibásbeszédűek gyógyító-nevelésére felkészítő szak

- Választható szakok: hallási fogyatékosok gyógyító-nevelésére felkészítő szak, látási fogyatékosok gyógyító-nevelésére felkészítő szak, mozgási fogyatékosok gyógyító-nevelésére felkészítő szak

A képzés alapja az ún. egységes gyógypedagógia, szakválasztás a harmadik szemeszter végén történik.

### Kétszakos képzés
A kétszakos képzési rendszerben (1971-1990)  kötelező szakként az oligofrénpedagógia került bevezetésre (értelmi fogyatékosok gyógypedagógiája), és emellé lehetett választani a következő szakok közül : 
- szurdopedagógia
- tiflopedagógia
- logopédia

1973-ban új szak indult, a pszichopedagógia, 1987-től  pedig a szomatopedagógia.
A képzés alapja eleinte még az egységes gyógypedagógiai alapképzés. Később új elemként jelenik meg a szakra történő felvétel. 

### Egyszakos képzés
Ez a rendszer egészen 1990-ig működött, amikor is bevezették az egyszintű, kétszakos képzést.
1998-tól a fogyatékosságok típusai szerint történik a szakok meghatározása. A tanulásban akadályozottak pedagógiája önálló szak lett. 
A hallgatók a következő szakok közül választhattak:
- hallássérültek pedagógiája
- látássérültek pedagógiája
- logopédia
- szomatopedagógia
- pszichopedagógia
- értelmileg akadályozottak pedagógiája
- tanulásban akadályozottak pedagógiája

Szakágak: tanár / terapeuta
Az alapdiploma megszerzése kétszakos/kétszakágas képzésben történik, legalább egy tanári szakág felvétele kötelező. 
A karon 2006-tól folyamatosan, felmenő rendszerben bevezetésre kerül a Bologna-rendszerű gyógypedagógus-képzés. Az alapképzési szak (BA) 8 félévből áll (7+1). A hallgatók a már korábban említett 7 szak közül egyet választhatnak. A mesterképzési szak (MA) 4 félévből áll, választható szakirányai: 
- Gyógypedagógiai terápia
- Fogyatékos emberek társadalmi integrációja.

A már diplomával rendelkezők jó néhány 2-4 féléves szakirányú továbbképzési szak közül választhatnak. 
A doktori képzés az ELTE Pedagógiai és Pszichológiai Karának Neveléstudományi Doktori Iskolájában a „Bárczi” kar oktatóinak közreműködésével zajlik. Témaköre a tágabb és szűkebb értelemben vett gyógypedagógia tudomány valamennyi diszciplínája.

### Kétszakos képzés
2011-től az alapképzésben ismét két szakirányt választhatnak a hallgatók. A választható szakok megegyeznek a legutóbb felsoroltakkal.